# Hudiksvalls bank
Ej att förväxla med Hudiksvalls kreditbank.
Hudiksvalls bank var en svensk affärsbank med säte i Hudiksvall. Banken grundades 1889 och var verksam i närmare tre decennier innan den uppgick i Sundsvalls enskilda bank 1917.

## Historia
Hudiksvalls bank bildades i maj 1889 som ett aktiebolag med syfte att främja kreditgivning och affärsverksamhet i norra Hälsingland.
En av bankens mest profilerade styrelseordförande var Svante Sandqvist, borgmästare i Hudiksvall och riksdagsledamot för Första kammaren. Han innehade ordförandeskapet från 1889 till sin död 1907.
År 1917 absorberades Hudiksvalls bank av Sundsvalls enskilda bank som en del av en större koncentration inom det svenska banksystemet.